# Allen Stanford
Robert Allen Stanford (Mexia, 24 maart 1950) is een Amerikaans bankier en oprichter van Stanford Financial Group Co., gevestigd in Houston, Texas. In het begin van de jaren 80 maakte hij fortuin in de vastgoedhandel. Hierna breidde hij het verzekerings- en hypotheekbedrijf van zijn grootvader uit tot een firma voor vermogensbeheer, gevestigd in diverse landen in Latijns-Amerika, die eind 2008 met verschillende dochters $51 miljard beheerde.
Op 17 februari 2009 werd Stanford aangeklaagd door de SEC voor fraude met beleggingen ter grootte van $8 miljard. De fraude waarvan Stanford met zijn compagnon James Davis werd beschuldigd, werd gepleegd via de dochtermaatschappij Stanford International Bank, officieel gevestigd op Antigua. Stanford verkocht kortlopend beleggingspapier waarop hij "veilige" rendementen van 10 tot 15% beloofde. In 1995 en 1996 werd zelfs een identiek rendement geboekt van 15,71%. De inleg werd echter, voor zover niet uitgekeerd in piramidevorm, belegd in vastgoed en (zwaar in waarde gedaalde) effecten. De SEC had de holding sinds juli 2008 in onderzoek, maar versnelde haar onderzoek toen de Madoff-fraude uitkwam. Nog in februari 2009 meldde Stanford zijn 30.000 klanten dat hij niet in Madoff had belegd; de SEC stelde echter vast dat zijn maatschappij wel degelijk aan verliezen door Madoffs fraude was blootgesteld.
Stanford had volgens Forbes eind 2008 een persoonlijk vermogen van $2,2 miljard, wat in 2009 kelderde tot 200 miljoen. Hij was sponsor van sporten als cricket, golf en tennis; hij sponsorde onder andere het circuit van oud-kampioenen als Jim Courier, John McEnroe en Pete Sampras. Ook golfprofessionals als Vijay Singh werden door hem gesponsord. In juni 2008 loofde hij een prijs van $20 miljoen uit voor een crickettoernooi. Hij heeft de Amerikaanse nationaliteit, maar is ook staatsburger van Antigua en werd in 2006 in dat land tot ridder benoemd.
Op 14 juni 2012 werd Stanford door de rechtbank in Houston veroordeeld tot 110 jaar gevangenisstraf wegens beleggingsfraude.